# 1401 Lavonne
1401 Lavonne eller 1935 UD är en asteroid i huvudbältet som upptäcktes 22 oktober 1935 av den belgiske astronomen Eugène Joseph Delporte i Uccle. Det har fått sitt namn efter ett barnbarn till den amerikanska astronomen Maud Worcester Makemson.
Asteroiden har en diameter på ungefär 9 kilometer och den tillhör asteroidgruppen Flora.